# Rayleighfördelning

Täthetsfunktion för olika σ.

Kumulativ fördelningsfunktion för olika σ.

Rayleighfördelningen är inom matematisk statistik en kontinuerlig sannolikhetsfördelning. Tillämpningsområden finns bland annat inom livslängdsanalys. Den är uppkallad efter John William Strutt, Lord Rayleigh, som kom fram till fördelningen 1880 när han studerade överlagrade vågor med samma frekvens och amplitud, men med slumpartad fas. Om vi har två oberoende normalfördelade variabler x och y, båda med medelvärdena 0 och samma varians, så är "avståndet" r från origo till (x, y) = (r • cos α, r • sin α) i ett ortonormerat koordinatsystem rayleighfördelat. Sålunda ges den asymptotiska funktionen för avståndet från utgångspunkten vid en tvådimensionell random walk allteftersom antalet steg av konstant längd ökar av en rayleighfördelning.
Fördelningen är ett specialfall av Weibullfördelningen med formparametern β = 2.
Täthetsfunktionen är
{\displaystyle f(r;\sigma )={r \over \sigma ^{2}}e^{-r^{2}/(2\sigma ^{2})},\quad r\geq 0}
Den kumulativa fördelningsfunktionen är
{\displaystyle F(r;\sigma )=1-e^{-r^{2}/(2\sigma ^{2})},\quad r\geq 0}
Där σ är en positiv skalningsparameter för r.

## Standardvärden
| Väntevärde | {\displaystyle \mu =\sigma {\sqrt {\pi \over 2}}} |
| Varians    | {\displaystyle V={4-\pi \over 2}\sigma ^{2}}      |